# Харрізія
Харрізія (Harrisia Britton, 1909) — рід з родини кактусових.

## Морфологічні ознаки
Рід складається з кактусів з тонкими, прямостоячими або звисаючими стеблами до 3 м завдовжки і 2-8 см в діаметрі. Ребра (5-11) низькі, з міцними нечисленними колючками, у молодих рослин червоними, надалі темно-коричневими. Квіти білі, нічні, близько 10 см в діаметрі, з'являються на торішньому прирості. Квіткова трубка волосиста, 18-25 см завдовжки. Плоди опушені. Насіння велике, чорне.

## Ареал
Північно-східні та центральні області Аргентини, Парагвай, Бразилія, а також Великі та Малі Антильські острови. Ростуть переважно на сухих низинних рівнинах.

## Культура
У культурі це виключно витривалі, ростуть швидко, добре зарекомендували себе як підщепи. Влітку утримуються при помірному сонячному освітленні і поливі, взимку - при температурі 10-14°С, з періодичним зволоженням ґрунту.
Склад ґрунтової суміші: листовий перегній - 40%, дернова земля - 40%, пісок і гравій - 20%. рН 5,5-6. Щеплення на представників роду добре вдаються в умовах зниженої відносної вологості повітря, при температурі 15-18°С, що дозволяє проводити їх у зимовий період.

## Список видів
- Harrisia aboriginum
- Harrisia balansae
- Harrisia bonplandii
- Harrisia brasiliensis
- Harrisia divaricata
- Harrisia donae-antoniae
- Harrisia fragrans
- Harrisia martinii
- Harrisia pomanensis
- Harrisia portoricensis
- Harrisia simpsonii
- Harrisia tetracantha